# Février 1838

## Événements
- Constitution en Serbie (Ustav).

- 3 février : Honoré de Balzac séjourne une semaine à Nohant chez George Sand qui lui fait découvrir les plaisirs du houka.

- 4 - 17 février : ayant échoué à obtenir par la ruse des terres appartenant au chef zoulou Dingaan, le Boer Piet Retief est exécuté. Dingaan fait massacrer près de 360 Boers.

- 13 février : Jules Michelet est élu professeur au Collège de France.

- 15 février, France : un projet gouvernemental d'extension du réseau ferré est soumis à la Chambre.

- 25 février, France : ordonnance du Roi portant autorisation de la Compagnie du chemin de fer de Bordeaux à La Teste.

## Naissances
- 14 février : Valentine Cameron Prinsep, peintre anglais († 4 novembre 1904).
- 17 février : Friedrich Konrad Beilstein (mort en 1906), chimiste russe-allemand.
- 18 février : Ernst Mach (mort en 1916), physicien et philosophe autrichien.
- 28 février : Maurice Lévy (mort en 1910), ingénieur français.

## Décès
- 21 février : Antoine-Isaac Silvestre de Sacy (né en 1758), linguiste et orientaliste français.